# Épagny (Aisne)
Épagny es una comuna francesa situada en el departamento de Aisne, de la región de Alta Francia.

## Geografía
Épagny está situada a 12 km al noroeste de Soissons.

## Demografía
| 260 | 253 | 230 | 269 | 339 | 333 | 341 | 334 |
| Para los censos de 1962 a 1999 la población legal corresponde a la población sin duplicidades (Fuente: INSEE [Consultar]) |     |     |     |     |     |     |     |